# Sant'Onofrio, Kalabrien
Sant'Onofrio är en ort och kommun i provinsen Vibo Valentia i regionen Kalabrien i Italien. Kommunen hade 3 088 invånare (2017).